# Baixo Parnaíba Maranhense
Baixo Parnaíba Maranhense is een van de 21 microregio's van de Braziliaanse deelstaat Maranhão. Zij ligt in de mesoregio Leste Maranhense en grenst aan de Atlantische Oceaan in het noordoosten, de deelstaat Piauí in het oosten en zuidoosten, de microregio Chapadinha in het zuidwesten en westen en de mesoregio Norte Maranhense in het noordwesten en noorden. De microregio heeft een oppervlakte van ca. 6873 km². Midden 2004 werd het inwoneraantal geschat op 124.711.
Zes gemeenten behoren tot deze microregio:
- Água Doce do Maranhão
- Araioses
- Magalhães de Almeida
- Santana do Maranhão
- Santa Quitéria do Maranhão
- São Bernardo

Mesoregio's: Centro Maranhense · Leste Maranhense · Norte Maranhense · Oeste Maranhense · Sul Maranhense

Microregio's: Aglomeração Urbana de São Luís · Alto Mearim e Grajaú · Baixada Maranhense · Baixo Parnaíba Maranhense · Caxias · Chapadas das Mangabeiras · Chapadas do Alto Itapecuru · Chapadinha · Codó · Coelho Neto · Gerais de Balsas · Gurupi · Imperatriz · Itapecuru Mirim · Lençóis Maranhenses · Litoral Ocidental Maranhense · Médio Mearim · Pindaré · Porto Franco · Presidente Dutra · Rosário